# مقاطعة ماهنومين (مينيسوتا)
مقاطعة ماهنومين (بالإنجليزية: McLeod County)‏ هي إحدى مقاطعات ولاية مينيسوتا في الولايات المتحدة الأمريكية.